# Buenos Aires, háblame de amor
Buenos Aires, háblame de amor fue una telenovela argentina emitida en 1991 por ATC y protagonizada por Nora Cárpena y Ricardo Darín.

## Trama
La historia giraba en torno a la relación entre el periodista Bruno Santoro (Darín) y la empresaria Cecilia Dalton (Cárpena), poderosa propietaria de un canal de televisión. La aparición de una tercera en discordia, Inés (interpretada por Lucina Gil Márquez) multiplica los conflictos, que se relacionan con las intrigas de la política, la corrupción y el poder de los medios. 

## Elenco
- Nora Cárpena
- Ricardo Darín
- Víctor Hugo Vieyra
- Lucina Gil Márquez
- Juana Hidalgo
- Enrique Liporace
- Luis Luque
- Cecilia Cenci
- Patricia Etchegoyen
- Fabián Gianola
- Victoria Manno
- Emilio Comte
- Beatriz Spelzini
- Humberto Serrano
- José Luis Mazza
- Marta Betoldi
- Mario Alarcón
- Perla Caron
- Héctor Calori
- Pablo Codevilla
- Silvina Mariel Yannuzzi
- Giselle Marcazzo

```
 
Dirección:
 Carlos Evaristo
 
Producción:
 Pancho Guerrero
 
Coordinación de Producción:
 Osvaldo Copazzi
```

## Cortina musical
- Háblame de amor, interpretada por Valeria Lynch.

## Premios
Nominada como mejor telenovela en los Premios Martín Fierro de 1991. Competía en la terna con Celeste y Cosecharás tu siembra (el premio fue para esta última).